# (6046) 1991 RF14
A (6046) 1991 RF14 a Naprendszer kisbolygóövében található aszteroida. Henry Holt fedezte fel 1991. szeptember 13-án.